# Avé de Fátima
Avé de Fátima, também conhecido como Hino de Fátima é uma canção católica popular em honra de Nossa Senhora de Fátima. O hino foi escrito em agosto de 1929, pelo poeta português Afonso Lopes Vieira, e foi primeiramente publicado, de modo anônimo, em 13 de setembro de 1929, no periódico Voz de Fátima. Lopes Vieira esteve presente durante os eventos que viriam a ser conhecidos como Milagre do Sol, e compôs a música em agradecimento pela conclusão de uma pequena capela em homenagem à Virgem de Fátima em sua casa. Posteriormente, por iniciativa do então bispo de Leiria, Dom José Alves Correia da Silva, uma melodia foi criada para o texto da canção. A música tornou-se, desde então, uma das canções católicas mais amplamente conhecidas no mundo inteiro, tendo sido traduzida para vários idiomas a partir do original em português.

## Letra completa
A treze de maio
Na cova da Iria
Dos céus aparece
A Virgem Maria
Coro
Ave, ave
Ave Maria
Ave, ave
Ave Maria
A três pastorinhos
Cercada de luz
Visita Maria
A Mãe de Jesus
A luz lhes parece
Sinal do trovão
E junto ao rebanho
À casa se vão
Coro
Da agreste azinheira
A Virgem falou
E aos três a Senhora
Serenos os tornou
Então perguntaram
Que nome era o seu
E a Virgem lhes disse
A Mãe, ser do céu
Coro
Das mãos
Lhe pendiam
Continhas de luz
Assim era o terço
Da Mãe de Jesus
A Virgem nos manda
O terço rezar
Assim, diz
Meus filhos
Vos hei de salvar
Coro
Fazei penitência
De tanto pecar
Lhes diz a Senhora
Pra guerra acabar
Do vício da carne
Nos manda conter
Que faz dentre todos
Mais almas perder
Coro
Fugi de vaidades
E culpas mortais
Que as festas produzem
Em seus arraiais
Vesti com modéstia
Com muito pudor
Olhai como veste
A Mãe do Senhor
Coro
São estes cuidados
Cuidados de Mãe
Que aos filhos perdidos
Salvar assim vem
A treze de outubro
Aos três disse adeus
E a Virgem Maria
Voltou para os céus
Coro
A vir, os convida
Seis meses ali
E os três pastorinhos
O cumprem assim
De Fátima, a Virgem
O mundo correu
E a todos foi dando
As graças do céu
Coro
Os céus e a terra
Entoem louvor
À Virgem bendita
Por seu grande amor